# Black Bottle

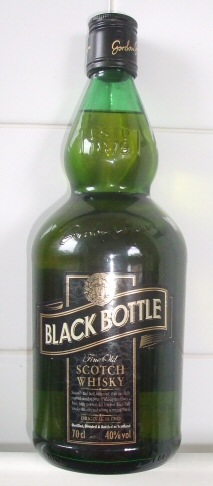
Black Bottle Blended Scotch Whisky 70cl

Black Bottle – szkocka whisky mieszana, rozlewana przez Burn Stewart Distillers. Marka została wprowadzona na rynek w 1879. Wyprodukowali ją Charles, David i Gordon Grahamowie, mieszalnicy z miasta Aberdeen. Po wielu latach zawieszonej produkcji spowodowanej pożarem destylarni, Black Bottle wróciło na rynek w 1990. Tym razem do jej produkcji zaczęto używać single malt z wyspy Islay.
Black Bottle swą nazwę zawdzięcza czarnej butelce, do której była rozlewana do roku 1914. Dostawy czarnego szkła pochodziły z Niemiec, skończyły się zaś wraz z wybuchem I wojny światowej. Od tego czasu butelka jest ciemnozielona.